# Inde du Sud
L’Inde du Sud est la partie méridionale de l'Inde, à la définition et aux contours changeants. C'est une région qui peut englober dans son extension maximale les États indiens de l'Andhra Pradesh, de Goa, du Karnataka, du Kerala, du Maharashtra, du Tamil Nadu et du Telangana, ainsi que les territoires des Lakshadweep et de Pondichéry.
L'acceptation contemporaine la plus courante en Inde est celle des États dits « dravidiens », c'est-à-dire les territoires qui ont pour caractéristique commune la prédominance linguistique des langues dravidiennes (surtout le télougou, le tamoul, le canarais et le malayalam). Regroupant ainsi les États indiens du Telangana, de l'Andhra Pradesh, du Tamil Nadu, du Karnataka et du Kerala, ainsi que les Territoires de Pondichéry et des Lakshadweep. À cet ensemble y sont aussi parfois adjoints l'État de Goa et le Territoire des Îles Andaman-et-Nicobar, pour des raisons dites géographiques. Néanmoins, cette définition de l'Inde du Sud est moderne et pas unique. Elle est en relation avec l'histoire contemporaine de l'Inde, où les particularismes linguistiques et culturels ont pris une place plus importante, notamment dans la sphère politique. Ainsi, la définition extensive de l'Inde du Sud, incluant l'État du Maharashtra — dominé par une langue indo-aryenne (tout comme Goa), le marathe —, fait consensus dans de nombreux domaines, tels que l'Histoire, l'Histoire de l'art ou l'Anthropologie.
L'Inde du Sud forme plus-ou-moins la péninsule indienne, constituée par le plateau du Deccan et est bordé par la mer d'Arabie, la mer des Laquedives et le golfe du Bengale, dans l'océan Indien. Sa géographie, complètement contenue dans la zone intertropicale, est marquée par la chaîne « montagneuse » des Ghats occidentaux, qui s'y étend le long de la côte ouest et influence grandement le climat de la région. 
Dans l'Inde classique, le sud de l'Inde est traditionnellement situé en-deçà des monts Vindhya,, jusqu'à la pointe de la péninsule au Cap Comorin ou Kanyakumari. Cette ancienne délimitation géographique de la région correspond à peu près encore aujourd'hui à la réalité des découpages territoriaux.
Sous la colonisation, les juridictions britanniques ont appliqué dans cette région le droit hindou, de façon stricte, alors que les populations locales suivaient un droit coutumier distinct (voir droit indien).